# Olympiske flygtningehold ved sommer-OL 2024
Olympiske flygtningehold deltog for tredje gang under Sommer-OL 2024 i Paris, Frankrig i perioden fra 26. juli til 11. august 2024.
37 atleter fra 11 oprindelseslande repræsenterede det olympiske flygtningehold ved sommer-OL 2024 i 12 sportsgrene, hvor 14 af de 37 atleter var iranske.
Yahya Al Ghotany og Cindy Ngamba var delegationens flagbærere under åbningsceremonien.

## Medaljer
| 2024 Paris                   | Guld | Sølv | Bronze | Total |
| Det olympiske flygtningehold | 0    | 0    | 1      | 1     |

### Medaljevinderne
| Olympiske flygtningehold under sommer-OL 2024 i Paris | Olympiske flygtningehold under sommer-OL 2024 i Paris | Olympiske flygtningehold under sommer-OL 2024 i Paris | Olympiske flygtningehold under sommer-OL 2024 i Paris | Olympiske flygtningehold under sommer-OL 2024 i Paris |
| Medalje                                               | Navn                                                  | Sport                                                 | Event                                                 | Dato                                                  |
| ----------------------------------------------------- | ----------------------------------------------------- | ----------------------------------------------------- | ----------------------------------------------------- | ----------------------------------------------------- |
| Bronze                                                | Cindy Ngamba                                          | Boksning                                              | Mellemvægt (75 kg) damer                              | 8. august 2024                                        |